# Bogusławice-Kolonia (województwo świętokrzyskie)
Bogusławice-Kolonia – osada w Polsce położona w województwie świętokrzyskim, w powiecie opatowskim, w gminie Sadowie.
W latach 1975–1998 miejscowość administracyjnie należała do województwa tarnobrzeskiego.